# Операција Синица
Операција Синица је била операција коју је спровела украјинска главна обавештајна управа како би се спровео пребег руског пилота хеликоптера Ми-8 Максима Кузминова након што је претходно организовао своје и истовремено бекство своје породице. Кузминов је 9. августа 2023. искључио радио комуникацију и слетео у близини Полтаве, где су га украјинске снаге преузеле.
5. септембра 2023. године представник украјинске обавештајне службе Андриј Јусов објавио је да ће Максим Кузминов добити награду вредну 500.000 долара, исплаћену у украјинској гривни. Јусов је додатно обећао да ће Кузминов и његова породица добити безбедносне гаранције, као и евентуално украјинско држављанство.
Дана 13. фебруара 2024, Кузминов је пронађен мртав, са прострелним ранама на телу, у Виљахојоси, Шпанија.

## Позадина
Максим Кузминов (19. јун 1995 – фебруар 2024) био је дипломац Високе пилотске школе војног ваздухопловства у Сизрану. Током руске инвазије на Украјину служио је у Оружаним снагама Русије као пилот-навигатор у 319. одвојеном хеликоптерском пуку, делу 11. армије РВ и ПВО Источног војног округа. Кузминов није био део почетних снага за инвазију, остао је са својом јединицом у Амурској области. За то време је „почео да листа уџбенике и да гледа блогере“ како би сазнао више о руско-украјинским односима и руско-украјинском рату који је трајао од 2014.
Истраживање га је наводно довело до тога да суосећа са Украјином. Међутим, он је и даље био ангажован као пилот, а у октобру 2022. распоређен је на окупиране територије Украјине - прво у Мариупољ, а затим у Бердјанск. Како је Ми-8 транспортни хеликоптер, није учествовао ни у каквим борбеним дејствима. Кузминов је желео да напусти службу, али није успео, наводећи да је пилотима који су желели да напусте позиције запрећено да ће бити послати на фронт као пешадинци.

## Операција
Почетком 2023. Кузминов је успоставио контакт са украјинским обавештајним службама и формулисао план бекства.
Контактирао сам представнике украјинске обавештајне службе. Објаснио сам им своју ситуацију. На шта су ми понудили ову опцију: Гарантујемо вашу сигурност, нова документа, новчану надокнаду. Разговарали смо о свим овим детаљима и почели да планирамо мој лет.
Операција је трајала више од шест месеци и кулминирала је летом 9. августа 2023. Кузминов је превозио опрему и резервне делове за руске борбене авионе Сухој Су-27, Су-30СМ и Су-35С. Кузминов је одлучио да направи свој потез у овом тренутку због близине плана лета украјинској територији и вредног терета који је носио. Његове намере су брзо остварене, а непосредно пре преласка границе нашао се под ватром руске пешадије, која је по његовом хеликоптеру дејствовала из малокалибарског оружја:
Нисам само украо хеликоптер, већ сам званично летео њиме од тачке А до тачке Б унапред договореном рутом. 9. августа у 16:30 полетео је са аеродрома Курск у област Харкова - отприлике 20 километара од границе. Даље, у рејону насеља Шебекино, летео сам на изузетно малој висини од 5-10 метара у режиму радио тишине. Приликом преласка границе почели су да пуцају на мене. Не могу са сигурношћу да кажем ко је то био, али претпостављам да је то била руска страна. Рањен сам у ногу од ватреног оружја. Тада сам одлетео око 20 километара и слетео на назначену локацију.
У пратњи Кузминова били су техничар и навигатор, који нису били свесни његовог плана да пребегне. Кузминов је касније тврдио да, иако је посада почела да се нервира и агресивно се понаша, нису могли да га зауставе, пошто је Кузминов једини знао како да лети и спусти хеликоптер. Кузминов је безуспешно покушавао да их убеди да се предају.
Шеф Главне обавештајне управе Украјине Кирило Буданов рекао је да су остали чланови посаде покушали да побегну када је хеликоптер слетео, али да су их уочили и убили украјински војници. С друге стране, руски извори су рекли да положаји прострелних рана показују да су обојица чланова посаде убијени из непосредне близине, што сугерише да их је Кузминов већ убио пре него што је хеликоптер слетео. Представник украјинске обавештајне службе Андреј Јусов рекао је да су, поред хеликоптера који је произведен 2016. године, и терета у виду делова борбених авиона, Оружане снаге Украјине добиле „непроцењиве информације“ о руској авијацији које би могле да се користе за унапређење украјинских система ПВО.

## Објављивање
23. августа, две недеље након инцидента, Телеграм канал Fighterbomber који је повезан са Министарством одбране Русије известио је да се пилот „изгубио“ и слетео на територију Украјине из непознатих разлога. Неколико сати касније Кирило Буданов је потврдио да је пилот пребегао у Украјину.
Дана 4. септембра, Украјинска главна обавештајна управа објавила је документарни филм под називом Down Russian Pilots, у којем је откривено више детаља о операцији, укључујући и идентитет пилота. Филм је упоредио операцију са операцијом Дијамант (Пеницилин) коју је извео израелски Мосад 1966. године, убеђујући ирачког пилота да украде МиГ-21, тада најсавременији авион у совјетском арсеналу.

Кирило Буданов је рекао да ова операција представља „прву успешну у читавој историји Украјине“.
Нико то није урадио у овом време. Надамо се да ћемо сада још више моћи да побољшамо, рекао је шеф ГУР-а. Успели смо да пронађемо прави приступ пилоту, да непримећено преселимо целу његову породицу [из Русије] и коначно створимо услове да он може да отме овај хеликоптер са посадом, а да они не знају шта се дешава. Након што су схватили где су слетели, покушали су да побегну. Нажалост, они су убијени. Било би боље да смо могли да их [ухватити] живе, али било је шта је било.

## Последице
У фебруару 2024. године, потврђено је да је тело мушкарца, које је пронађено у подземној гаражи у Виљахојоси, у провинцији Аликанте у Шпанији, које је „изрешетано рупама од метака и прегажено аутомобилом“, Максим Кузминов. Западни аналитичари сматрају да је вероватно да га је убио руски СВР. У тренутку смрти, Кузминов је живео под лажним идентитетом, као Игор Шевченко. Лист Ел Паис објавио је да су шпанске власти Кузминову доставиле фалсификоване документе, али нису дале гаранције заштите. Шпанске власти верују да је Кузминов био разоткривен када је назвао бившу девојку и позвао је у Аликанте, омиљено место Руса и Украјинаца који су се настанили на Коста Бланци.